# Lavia
Lavia è stato un comune finlandese di 1 945 abitanti (dato 2012), situato nella regione della Satakunta. A partire dal 1º gennaio 2015 fa parte di Pori.